# La Saga des gaffes
La Saga des gaffes est l'album 14 dans la série originale de Gaston. Il paraît en 1982.
En 2018, lors de la sortie d'une nouvelle série reprenant l'intégralité des gags de Gaston accompagné d'inédits, le contenu de cet album est paru principalement dans les tomes 19 (La Saga des gaffes) et 20 (Lagaffe rebondit) pour les gags récents. Le reste des gags apparaissent dans les autres albums selon leur chronologie de parution en planche dans Spirou ou ailleurs.
À la fin de l'album, après le gag du rêve de voyage spatial faisant une page et demi, est présent le mot FIN. C'est le dernier album à proposer des gags nouveaux parus régulièrement dans le journal Spirou. Les trois albums suivants (Le Lourd Passé de Lagaffe, Gaffe à Lagaffe ! et Gaston 19) ne proposeront que des gags non parus en albums et des gags inédits réalisés de façon non régulière (numérotés de 896 à 910 à peu près).

## Version 2018
En 2018, l'album La Saga des gaffes devient le tome 19 de la nouvelle série Gaston. Il comprend les gags 812 à 859 parus originellement dans l'album éponyme (en majorité), Lagaffe mérite des baffes, Le Lourd Passé de Lagaffe, Gaffe à Lagaffe !, Gaston 19 et des gags inédits. Il comporte également le gag 862 qui avait disparu véritablement dans la réédition de 2013 (le gag était paru seulement en couverture du tome 17 seulement lors de la réédition de 1997). 
On retrouve dans cet album les gags sur les nouveaux rangement de la documentation, le début de la guerre du parcmètre, les confrontations avec Longtarin et les rêveries d'aventures de Gaston et Jeanne. On trouve également la planche sur la torture pour Amnesty International. 

### Documentation
- Marc Voline, « Les 50 Meilleurs Albums de l'année : La Saga des gaffes », dans Jean-Luc Fromental (dir.), L'Année de la bande dessinée 82-83, Temps futurs, 1982, p. 54.